# Hans Fründ

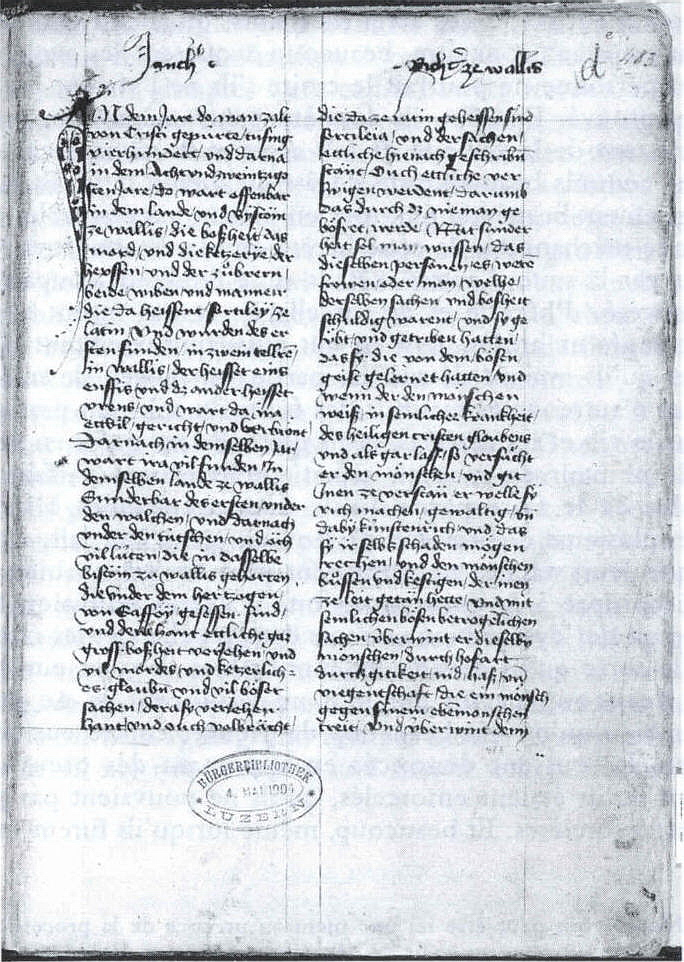
première page du manuscrit de Hans Fründ concernant la chasse aux sorcières dans le canton du Valais à la bibliothèque centrale de Lucerne

Hans Fründ (Johannes Fründ, ca. 1400–1468) est un greffier ou chroniqueur de Lucerne en Suisse. Il est connu pour son compte rendu des procès de sorcellerie du Valais et de l'ancienne guerre de Zürich.

## Biographie
Né et formé à Lucerne, il est employé comme chroniqueur dans cette ville en 1429, sous Egloff Etterlin. En 1430 environ, il écrit à propos des procès de sorcellerie du Valais.
De 1437 à 1461, il est chancelier (Landschreiber) de Schwyz. Dans cette fonction, il participe à plusieurs diètes fédérales et sert également en tant que chroniqueur au cours de l'ancienne guerre de Zürich (1440-46). Sa chronique exprime le point de vue d'un témoin oculaire de Schwytz adoptant une position anti-habsbourgeoise. Fründ semble avoir contracté une maladie grave en 1447 ce qui l'empêche de terminer son récit, de sorte que le texte ne couvre pas les négociations de paix et le traité définitif de 1450.
Fründ demeure dans le canton de Schwyz, jusqu'en 1457. Cette année là, il est de nouveau employé par la ville de Lucerne, dans le bureau du secrétaire de la cour (Gerichtsschreiber) après l'échec de sa  candidature pour le poste de secrétaire d'état (Stadtschreiber).
Fründ s'est marié à trois reprises, d'abord avec Elli Bumbel, puis avec Adelheid von Tengen et enfin avec Margaretha Giessmann. Il meurt probablement en 1468, et certainement avant le 10 mars 1469. Il semble avoir acquis une certaine richesse, ce qui est établi par des dossiers de litige sur son héritage entre sa troisième femme et la fille de son second mariage.

## Postérité
La chronique de Fründ est l'une des principales sources (avec celle de Conrad Justinger (en), les Chroniques de Berne (en) aux environs de 1430) utilisées dans la Chronique illustrée de Tschachtlanch de 1470. De même, Diebold Schilling le vieux utilise une partie substantielle du texte de Fründ dans sa chronique Berner Schilling (en) de 1483. Bien que le texte de Fründ ait été largement repris par les auteurs d'œuvres postérieures, sa propre paternité a été oubliée, et ses propres œuvres mal identifiées. La chronique de Fründ  a longtemps été considérée perdue, et Heinrich Bullinger a par la suite attribué par erreur son texte à un certain Ulrich Wagner. Il est cependant relevé  dans les mémoires comme chroniqueur par Aegidius Tschudi (vers 1550), qui n'est cependant pas reconnu comme un témoin fiable. L'identité de Fründ et la reconnaissance de sa qualité d'auteur de ses chroniques a finalement été rétablie dans l'historiographie Suisse dans les années 1870, d'abord par Hungerbühler (1871), qui lui a attribué cependant par erreur un  texte ancien sur une Légende de l'origine suédoise d'émigrants en Suisse  alors que le texte de sa chronique est éditée par Kind (1875).